# Dusona ucrainica
Dusona ucrainica är en stekelart som beskrevs av Hinz 1972. Dusona ucrainica ingår i släktet Dusona och familjen brokparasitsteklar. Inga underarter finns listade i Catalogue of Life.